# 나이토 마사노리 (1848년)

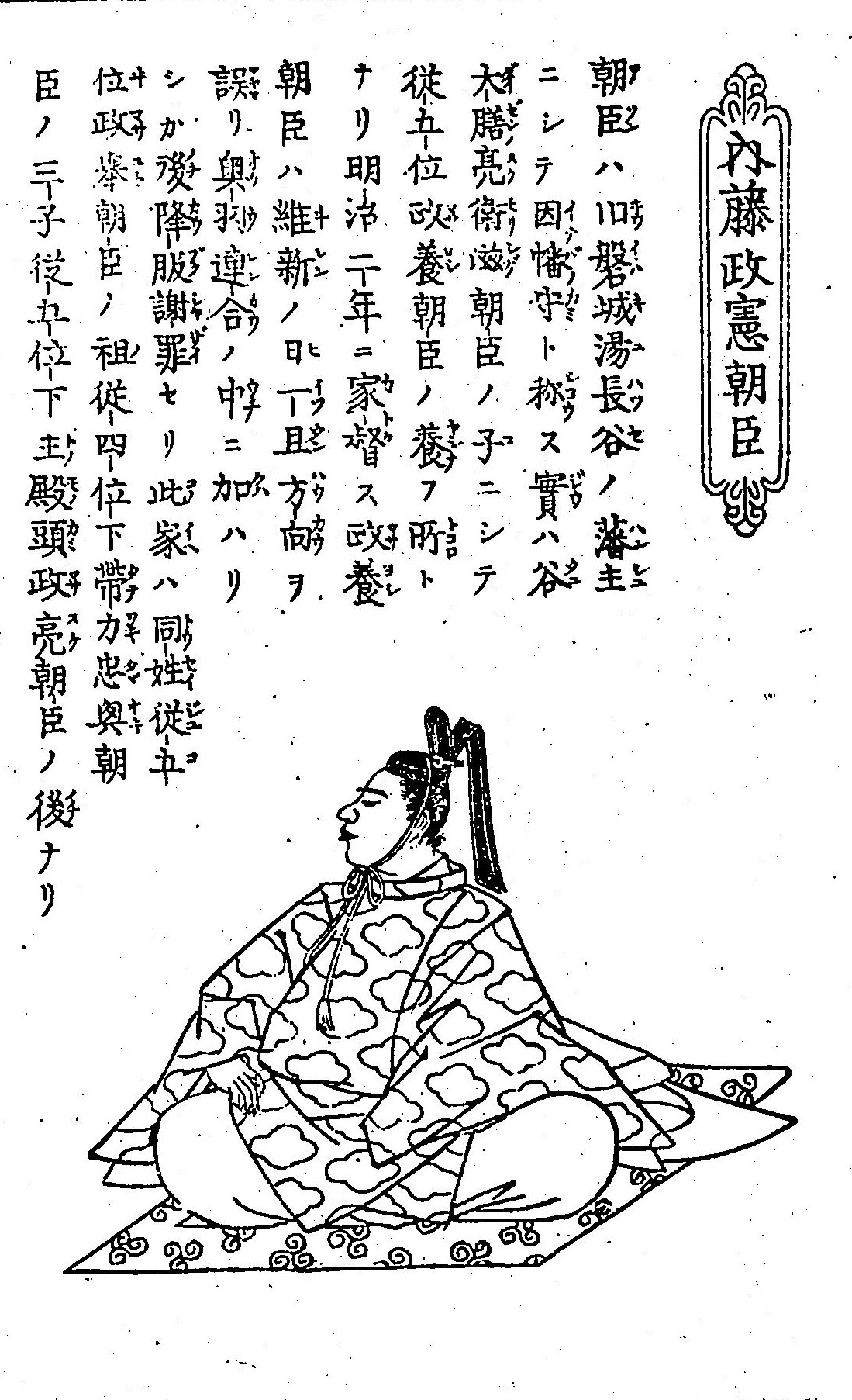
나이토 마사노리

나이토 마사노리(일본어: 内藤政憲, 1848년 3월 21일 ~ 1919년 3월 24일)는 에도 시대의 다이묘이자, 유나가야번의 14대(마지막) 번주이다.
공경 오이노미카도 이에타카의 아들로 태어났다. 처음에는 다니 모리시게의 양자가 되었으나, 보신 전쟁으로 유나가야 번주 나이토 마사야스가 강제 은거 처분을 받자 마사야스의 양자가 되어 1869년에 번주직을 계승했다. 같은 해 음력 6월 23일, 판적봉환으로 지번사가 되었으며, 1871년 음력 7월 14일 폐번치현으로 면직되었다. 1919년, 72세의 나이로 사망하였다.
| 전임 나이토 마사야스 | 제14대 유나가야번 번주 (나이토가) 1869년 ~ 1871년 | 후임 폐번치현 |